# Corrente de ar
Correntes de ar são fluxos de ar. No campo da atmosfera terrestre, desde sua maior escala, que é a própria atmosfera, em meteorologia e climatologia, nos ventos, até suas menores compartimentações (como o ar num vale ou numa cidade, ou mesmo num prédio) podem ser causadas por diferenças na temperatura, pressão ou concentração de impurezas (como por exemplo, em grande escala, pela ação de vulcões). Diferenças de temperatura podem causar correntes de ar quente é menos denso que ar frio, causando com que o ar mais quente apresente-se mais leve. Então, se o ar quente está sob o ar frio, correntes de ar irão formar-se e elas trocarão lugares, em processo de convecção.
A geometria, por exemplo, de prédios em cidades geram turbulências e correntes de ar específicas e típicas do ambiente urbano.
Na indústria e na climatização de ambientes (como no condicionamento de ar), as correntes de ar podem ser obtidas de maneira natural e forçada (convecção forçada), por meio de ventiladores, como para o resfriamento de fluidos em trocadores de calor, tubulações e processos como o resfriamento de águas de caldeiras, em torres de resfriamento.
O controle da umidade das correntes de ar usadas na indústria é de crucial importância em diversos processos, como a secagem de sólidos e em processos nos quais a umidade tenha de ser preservada, como na maltação da cevada e outros grãos.
A formação de correntes de ar, especificamente com o objetivo de se arejar ambientes (manter nível de oxigênio), é fundamental em mineração, em minas no subsolo. Já a exclusão de determinados ambientes de determinadas substâncias, é obtida tanto por sucção de uma atmosfera limpa, arrastando substâncias por esta corrente, como no caso de capelas laboratoriais e industriais, assim como na formação de "atmosferas positivas", que por diferencial a maior de pressão entre determinada sala com ar limpo, e um ambiente contaminado, permite o trabalho e impede acidentes em instalações químicas e de refino de petróleo e tratamento de gás natural, como nas salas de controle de refinarias e instalações de transporte por dutos, compressão e liquefação de gás, permanentemente impedindo a entrada da atmosfera contaminada no ambiente que se deseja, e impedindo a formação de atmosferas explosivas.
A necessidade de não contaminação por poeira em suspensão no ar, assim como também por microorganismos arrastados nas correntes de ar, é fundamental em diversas indústrias, como alimentos, farmacêutica e eletrônica.